# Lúky
Lúky (Hongaars: Alsórétfalu) is een Slowaakse gemeente in de regio Trenčín, en maakt deel uit van het district Púchov.
Lúky telt 944 inwoners.